# 杰里科贵格会聚会所
杰里科贵格会聚会所（Jericho Friends Meeting House Complex）是一个历史性的贵格会聚会所，位于美国纽约州拿骚县杰里科的旧杰里科收费公路6号。建筑群包括聚会所（1788年），前贵格会学校（1793年）、贵格会墓地等。聚会所为两层木建筑。
杰里科贵格会聚会所在2002年被列入国家史迹名录。